# Nyolcszáz mérföld az Amazonason
A Nyolcszáz mérföld az Amazonason (eredeti címe: La Jangada) Jules Verne 1881-es regénye egy régi rablásról és az Amazonas világáról.

## Történet
|  | Alább a cselekmény részletei következnek! |

Egy Torres nevű volt erdeikapitány elhatározza, hogy hasznot húz halott barátja bizalmából, aki az utolsó óráiban egy titkosírással írt levelet és annak kulcsát adta neki. Peruba érkezve pont a levél jogos tulajdonosának fia, Benito Garral és legjobb barátja, Manoel Valdez húzzák ki a csávából, visszaszerzik neki a levelet, amit egy okvetetlenkedő majom elrabolt tőle. Benito meginvitálja családi birtokukra az Iquitosi fazendára. A meghívást csak jóval később használja ki.
Manoel hazatérve eljegyzi Linát. Nem sokkal később Minha, Lina, Benito és Manoel kirándulni indulnak az erdőbe. Linának játékos ötlete támad, azt javasolja a kis társaságnak, hogy kövessenek egy liánt. A kúszónövény végén egy akasztott embert találnak. Le is akasztják a szerencsétlenül járt, de amúgy tréfás kedvű borbélyt. Új ismerősükkel, Fragosoval együtt térnek hát haza. Közben Joam Garral is rászánja magát arra, hogy visszatérjen régi otthonába, Brazíliába. Úgy döntenek, hogy a faszállítmánnyal együtt, egy hatalmas tutajon, Jangadan (ebből ered a mű eredeti címe is) utaznak le Manausig, kihasználva a folyam sodrát. A legmagasabb dagályt kell csak megvárniuk, és kezdetét veheti a csodálatosnak ígérkező utazás. A gyönyörű folyamon utazva Manoel egy szomorú történetet mesél el nekik egy Odonais-né nevű nő megpróbáltatásairól az Amazonas-medencében, miután Lina és Minha legendákat mesélnek a folyóról.
Nemsokára megérkeznek a La Ronde-szigetre. Itt Fragoso is kamatoztathatja hajvágó tudását. Így találkozik Torresszel is. Az utasok felajánlják neki, hogy velük utazhat a jangadán. Manoel ferde szemmel néz a kalandorra, aki megkörnyékezi Minhát. Benito, Fragoso és Lina is osztozik aggodalmában, Yaquita is gyanakszik. Egyedül a családfő nem sejt meg semmit. Egyik nap kajmánok támadják meg a tutajt. A menekülő Minha útját elállják a vérszomjas hüllők. Mindenki nagy meglepetésére Torres siet a segítségére. Innentől kezdve, az eddig mindenki elől elzárkózó erdeikapitány is kezd beilleszkedni a társaságba. Egyik este elmeséli útitársainak az 1826-os Tijocai rablótámadás eseményeit. A Tijocaban talált gyémántot először mindig Villa Ricaba szállították, és onnan egyszerre vitték el Rio de Janeiroig. Egy főkormányzati hivatalban dolgozó ember csempészeknek elárulta a szállítmány indulásának időpontját, így azok az összes kísérőt lemészárolták, kivéve egy embert akinek sikerült elmenekülnie. Csak a történet végén derül ki, hogy ez az ember volt az áruló. Joam Dacostát meggyanúsították, és halálraítélték. A kivégzés előtti éjszakán sikerült megszöknie, és "örökre" nyoma veszett. Torres eddig ismerte a történetet. A látszat viszont néha csal.
Az ominózus beszélgetés után félrehívta Joam Garralt, és megpróbálta megvesztegetni. Vagy felfedi az emberek előtt a kilétét, vagy segít bebizonyítani az ártatlanságát, ha feleségül adja hozzá Minhát.